# Alfred Schulze (Admiral)
Alfred Schulze (* 17. August 1892 in Essen; † 1972) war ein deutscher Konteradmiral (Ing.) der Kriegsmarine.

## Leben
Alfred Schulze trat im Oktober 1912 in die Kaiserliche Marine ein. Später diente er bis September 1915 auf der Kaiser und war anschließend für ein Jahr an der Ingenieur- und Deckoffizierschule. Von September 1916 bis März 1917 hatte er eine Kommandierung auf die König Albert und besuchte bis September 1917 die U-Bootschule. Bis Juni 1918 war er auf UB 24. Am 1. Juli 1918 wurde er Marine-Ingenieuroberaspirant und er kam für zwei Monate zur Unterseeboots-Abnahme-Kommission. Bis Kriegsende war er bei der U-Boot-Division (Kiel-Wik).
Nach dem Krieg wurde er in die Reichsmarine übernommen, hier am 16. Dezember 1919 erst Leutnant (Ing.) und dann am 1. Dezember 1921 Oberleutnant (Ing.). 1929 diente er als Kapitänleutnant (Ing.) (Beförderung am 1. August 1925) unter Kapitän zur See Hans Kolbe auf dem Kreuzer Berlin und war 1931 als Leitender Ingenieur auf der neu in Dienst gestellten Leipzig.
Am 1. Oktober 1936 erfolgte seine Beförderung zum Fregattenkapitän des Marineingenieurwesens und er wurde im gleichen Jahr Kommandeur der II. Schiffsstammabteilung der Nordsee in Glückstadt.
Ab November 1938 war er als Kapitän zur See (Ing.) (Beförderung am 1. Oktober 1938) bis Dezember 1939 Stabsoffizier beim Stabe der Marineschule Kiel. Anschließend war er bis Oktober 1941 Chef des Stabes der Schiffsmarineinspektion. Im Oktober 1941 wurde er Direktor des Marineausrüstungs- und Reparaturbetriebs (Maureb) in Salamis, welcher den Ende April 1941 beschädigten Zerstörer ZG 3 Hermes instand setzte. Am 1. November 1942 wurde Schulze zum Konteradmiral (Ing.) befördert und wurde Direktor des Nachschubressorts an der Kriegsmarinewerft Kiel. Von März 1943 bis zur Umstrukturierung im Juni 1943 war er Oberwerftdirektor der Kriegsmarinewerft Bergen und übernahm dann ab Juni 1943 bis Kriegsende das aus der Kriegsmarinewerft Bergen hervorgegangene Kriegsmarinearsenal Bergen.
Nach dem Krieg kam er in Kriegsgefangenschaft, aus welcher er am 22. Januar 1948 entlassen wurde.